# أنغ ريتا
أنغ ريتا (بالنيبالية: आङरिता शेर्पा)‏ هو متسلق جبال نيبالي، ولد في 1948 في نيبال.